# Tremors (film)
Tremors is een Amerikaanse sciencefiction-, horror- en komische film uit 1990. De film werd geregisseerd door Ron Underwood. Hoofdrollen werden vertolkt door Kevin Bacon, Fred Ward, Finn Carter, Michael Gross en Reba McEntire. De film werd gevolgd door vijf extra films en een televisieserie.

## Verhaal
De film speelt zich af in het fictieve plaatsje Perfection, Nevada, een oud mijnwerkersstadje met nog maar 14 inwoners. Hier wonen de klusjesmannen Valentine “Val” McKee en Earl Bassett. Andere inwoners zijn de survivalexpert Burt Gummer en zijn vrouw Heather, en Walter Chang, de eigenaar van een lokaal winkeltje. 
Op een dag arriveert Rhonda LeBeck, een studente, in het plaatsje om seismologisch onderzoek te doen. Earl heeft al meteen een oogje op haar. Val en Earl besluiten beter werk te gaan zoeken in Bixby, het dichtstbijzijnde “echte” stadje. Op hun weg stuiten ze op het lijk van Edgar Deems, een lokale alcoholist, die om onduidelijke redenen een elektriciteitsmast in is geklommen en daar blijkbaar dagenlang is blijven zitten totdat hij omkwam door uitdroging. De verbaasde Val en Earl nemen het lichaam mee naar Jim Wallace, de dokter van het stadje. 
Bij hun tweede poging de stad te verlaten komen ze langs het huis van de schaapherder "Old Fred". Tot hun schok blijken Fred en zijn kudde op gruwelijke wijze te zijn gedood. Denkend dat er een moordenaar rondloopt, haasten ze zich terug naar Perfection. Ze waarschuwen ook twee wegwerkers. Kort nadat Val en Earl weg zijn, komt er iets uit de grond en doodt de twee wegwerkers. Het veroorzaakt tevens een aardverschuiving, die de enige weg uit Perfection blokkeert.
Val en Earl ontdekken bij hun terugkomst dat de telefoonlijn dood is en willen zelf de politie in Bixby gaan halen. Bij de opengebroken weg vinden ze de dode lichamen van de wegwerkers, en een vreemd slangachtig wezen ter grootte van een python. Ze nemen de slang mee naar het dorp. Die nacht slaan de “slangen” weer toe, deze keer doden ze Jim en zijn vrouw Megan terwijl het echtpaar naar de sterren zit te kijken.
De volgende dag proberen Val en Earl voor de vierde maal naar Bixby te reizen, dit keer te paard. Ze ontdekken onderweg de begraven auto van Jim en zijn vrouw. Plotseling duikt er uit de grond een kolossaal monster op: een slangachtig beest met drie kleine slangen als tongen. Dit monster krijgt later de naam "Graboid". De twee mannen rennen voor hun leven en duiken onder een betonnen aquaduct. De Graboid komt hen ondergronds achterna en botst tegen de betonnen muur en overleeft deze klap niet. De vreugde van de twee mannen is maar van korte duur wanneer Rhonda opduikt en ze ontdekken dat er nog drie van deze Graboids zijn. Een van de drie Graboids duikt op, waardoor het trio gedwongen is bescherming te zoeken op een paar rotsen. Uiteindelijk wagen ze een sprint naar Rhonda’s auto, waarmee ze terugrijden naar Perfection.
In het dorp gelooft niemand hen, totdat een Graboid uit de grond opduikt en de winkel van Walter Chang binnendringt. De winkel wordt vernield en Chang komt om het leven. De overige inwoners weten te ontsnappen en vluchten naar de daken van hun huizen. Ondertussen duikt er ook een Graboid op bij het huis van de Gummers. Burt en zijn vrouw gebruiken het complete wapenarsenaal uit hun kelder en slagen erin het beest te doden.
Wanneer men ontdekt dat de Graboids bezig zijn de fundering onder de gebouwen weg te graven komt Earl met het plan de stad te ontvluchten met een bulldozer. Terwijl de dorpelingen de Graboids afleiden met geluiden, haalt Val het voertuig op. Met de bulldozer hopen ze de bergen te bereiken, waar de Graboids niet kunnen komen. Onderweg pikken ze ook Burt en Heather op, die voor de zekerheid een paar zelfgemaakte bommen meenemen.
De Graboids doorzien het plan en graven een valkuil op de route van de bulldozer. Hierdoor is iedereen gedwongen weer naar de rotsen te vluchten. Daar ze hier niet lang kunnen blijven, proberen ze de twee overgebleven Graboids te doden. Earl slaagt erin een van de Graboids een bom van Burt op te laten eten, maar de tweede Graboid trapt hier niet in. Uiteindelijk grijpt Val de laatste bom en vlucht richting een afgrond, waar hij doet alsof hij de bom naar de Graboid wil gooien. Net voor de Graboid bij hem is springt hij echter opzij en het beest stort de afgrond in.

## Rolverdeling
| Acteur            | Personage             |
| ----------------- | --------------------- |
| Kevin Bacon       | Valentine "Val" McKee |
| Fred Ward         | Earl Bassett          |
| Finn Carter       | Rhonda LeBeck         |
| Michael Gross     | Burt Gummer           |
| Reba McEntire     | Heather Gummer        |
| Victor Wong       | Walter Chang          |
| Robert Jayne      | Melvin Plug           |
| Ariana Richards   | Mindy Sterngood       |
| Charlotte Stewart | Nancy Sterngood       |
| Tony Genaro       | Miguel                |
| Richard Marcus    | Nestor Cunningham     |
| Sunshine Parker   | Edgar Deems           |
| Conrad Bachmann   | Dr. Jim Wallace       |
| Bibi Besch        | Megan Wallace         |

## Ontvangst
Tremors scoorde anno 2015 een score van 84% bij de critici en 74% bij het publiek op Rotten Tomatoes. Op datzelfde moment scoorde de film een 7,2 op de Internet Movie Database.

## Prijzen/nominaties
1991, Saturn Awards
4 nominaties:
- Beste Sciencefictionfilm
- Beste Special Effects
- Beste Vrouwelijke Bijrol (Finn Carter)
- Beste Vrouwelijke Bijrol (Reba McEntire)

1991, Young Artist Award
1 nominatie:
- Beste jonge actrice in een bijrol (Ariana Richards).

## Trivia
- Michael Gross begon met het filmen precies een dag na de laatste aflevering van Family Ties.
- De Graboids lijken te zijn gebaseerd op de wormen in Dune.